# Moreton Bay Region
Moreton Bay Region är en region i Australien. Den ligger i delstaten Queensland, omkring 41 kilometer norr om delstatshuvudstaden Brisbane. Antalet invånare var 425 302 vid folkräkningen 2016.
Följande samhällen finns i Moreton Bay:
- Caboolture
- Morayfield
- Narangba
- Deception Bay
- Bongaree
- Samford Valley
- Scarborough
- Strathpine
- Murrumba Downs
- Ferny Hills
- Burpengary
- Clontarf
- Margate
- Caboolture South
- Mango Hill
- Woody Point
- Woodford
- Woorim
- Highvale
- D'Aguilar
- Mount Mee
- Wamuran Basin
- Toorbul
- Ocean View
- Upper Caboolture
- Wights Mountain
- Delaneys Creek
- Clear Mountain
- Samford
- Mount Samson
- Rush Creek
- King Scrub
- Stanmore
- Yugar
- Bootawa
- Stony Creek
- Booroobin
- Wamuran
- Rocksberg
- White Patch